# Szörnyszakik
A Szörnyszakik (eredeti cím: Monsters at Work) 2021 és 2024 között vetített amerikai 3D-s számítógépes animációs vígjátéksorozat, amelyet Bobs Gannaway alkotott, a Szörny Rt. című film folytatása.
A sorozatot a Disney+-on mutatták be 2021. július 7-én Amerikában. Magyarországon 2022. június 14-én mutatta be a Disney+. A Disney Channel is bemutatta 2024. április 22-én.
A második évadot Amerikában 2024. április 4-én, míg Magyarországon 1 hónappal és 2 nappal később a Disney Channel mutatta be.

## Cselekmény
Henry J. Vízengúz III letartóztatásának napján, a Szörny Rt. átáll a nevetés erejére. Tylor Tuskmon a Szörny Egyetem friss diplomása szerelőként dolgozik a gyárban és arról álmodik, hogy Mike és Sulley mellett dolgozzon. Eközben Mike és Sulley találkozik a vállalat vezetésével járó megpróbáltatásokkal.

## Szereplők

### Főszereplők
| Szereplő                     | Eredeti hang  | Magyar hang                                       | Leírás                                                                                              |
| ---------------------------- | ------------- | ------------------------------------------------- | --------------------------------------------------------------------------------------------------- |
| Mike Wazowski                | Billy Crystal | Lippai László (1. évad) Szemenyei János (2. évad) | A Szörny Rt. társelnöke. Zöld egyszemű gömbölyded testű szörny, Sulley legjobb barátja.             |
| James Phil "Sulley" Sullivan | John Goodman  | Szabó Győző                                       | A Szörny Rt. vezérigazgatója. Erős kék szőrű, medveszerű óriás szörny. Mike barátja.                |
| Tylor Tuskmon                | Ben Feldman   | Szatory Dávid                                     | Frissen diplomázott a Szörny Egyetemen. Szerelő a Szörny Rt.-ben.                                   |
| Val Little                   | Mindy Kaling  | Bogdányi Titanilla                                | Tylor barátja, szintén szerelő                                                                      |
| Fritz                        | Henry Winkler | Kassai Károly                                     | Tapír szerű lény, Tylor főnöke.                                                                     |
| Duncan P. Anderson           | Lucas Neff    | Seder Gábor                                       | Négy kocsánya van, tetején szemmel, illetve szárnyai. Vízvezeték szerelő, Fritz munkájára pályázik. |
| Katherine "Cutter" Sterns    | Alanna Ubach  | Pokorny Lia                                       | Szabálykövető rákszerű lény.                                                                        |

### Mellékszereplők
| Szereplő                            | Eredeti hang                                     | Magyar hang                                     | Leírás |
| ----------------------------------- | ------------------------------------------------ | ----------------------------------------------- | --- |
| Flint                               | Bonnie Hunt                                      | Varga Klára                                     | A csigaszemű, alsó kígyótestű szörnyhölgy, Szörny Rt. próbatermének a szimuláció mérnöknője.                              |
| Mr. Crummyham                       | Curtis Armstrong                                 | Katona Zoltán                                   | A Szörny Rt. felügyelője.                                                                                                 |
| Celia Mae                           | Jennifer Tilly (1. évad) Roxana Ortega (2. évad) | Zsigmond Tamara                                 | Egyszemű, polip lábú, kígyóhajú karcsú szörnyleány, Mike barátnője.                                                       |
| Roz                                 | Bob Peterson                                     | Pásztor Erzsi (1. évad) Halász Aranka (2. évad) | A GYKE vezetője. |
| Roze                                | Bob Peterson                                     | Pásztor Erzsi (1. évad) Halász Aranka (2. évad) | Roz ikertestvére. A Szörny Rt. titkárnője.                                                                                |
| Needleman                           | Stephen Stanton                                  | Bodrogi Attila                                  | A barna hajú, négy karú csigaszörny gondnok a Szörny Rt.-nél.                                                             |
| Smitty                              | Stephen Stanton                                  | Fesztbaum Béla                                  | A vörös orrú sovány szörny gondnok a Szörny Rt.-nél.                                                                      |
| George Sanderson                    | Stephen Stanton                                  | Hajdu Steve                                     | Korábbi ijesztő, aki a "23-19" kód áldozata lett.                                                                         |
| Penész                              | Christopher Swindle                              | Botár Endre                                     | A kelekótya háromszemű, tégla-testű szörny a nevetőcsarnokban dolgozik.                                                   |
| Nyáki                               | Christopher Swindle                              | Besenczi Árpád                                  | A négy vézna karú tüske hajú sima testű kövér szörny a nevetőcsarnokban dolgozik.                                         |
| Millie                              | Aisha Tyler                                      | Kisfalvi Krisztina                              | Tylor anyja. |
| Jeti                                | John Ratzenberger                                | Kerekes József                                  | A himalájai majom ember.                                                                                                  |
| Bernard                             | John Ratzenberger                                | Varga T. József                                 | Tylor apja. |
| Virginia                            | Jenifer Lewis                                    | Sztárek Andrea                                  | Tylor nagymamája. |
| Jack                                | Joe Lo Truglio                                   | Weil Róbert                                     | Két tévés újságíró, akiknek egy százlábúszerű testük van.                                                                 |
| Jill                                | Ali Wong                                         | Szőlőskei Tímea                                 | Két tévés újságíró, akiknek egy százlábúszerű testük van.                                                                 |
| Roger Rogers / Henry J. Vízengúz IV | Rhys Darby                                       | Miller Dávid                                    | szörny, aki csatlakozik a MIFT-hez. Kiderül, hogy valójában az elítélt korábbi vezérigazgató, Henry J. Vízengúz III. fia. |
| Johnny Worthington III              | Nathan Fillion                                   | Király Attila                                   | A Frász Kft. vezérigazgatója és Claire férje.                                                                             |
| Claire Wheeler-Worthington          | Aubrey Plaza                                     | Nemes Takách Kata                               | A Frász Kft. marketingért felelős vezető alelnöke és Johnny felesége.                                                     |
| Chet Alexander                      | Bobby Moynihan                                   | Görög László                                    | Johnny asszisztense. |
| Joy                                 | Janelle James                                    | Bartha Alexandra                                | A Frász Kft. legjobb ijesztője.                                                                                           |
| Declan                              | Richard Ayoade                                   | Suhajda Dániel                                  | A Frász Kft. ijesztő felügyelője, aki hasonlít Duncanre.                                                                  |
| Happy                               | Paula Pell                                       | Varga Gabriella                                 | Cutter barátnője, aki a Szörny Rt-nél dolgozik a fogadóállomáson.                                                         |
| Otis                                | Bobs Gannaway                                    | Karácsonyi Zoltán                               | Szörny Rt. recepciósa. |
| Gary Gibbs                          | Gabriel Iglesias                                 | Pusztaszeri Kornél                              | Mike ellensége. |
| Vér Professzor                      | Alfred Molina                                    | Harsányi Gábor                                  | Szörny Egyetem professzora.                                                                                               |
| Árgus Szemek                        | John Michael Higgins                             | Takátsy Péter                                   | Ellenőr. |
| Randall Boggs                       | Steve Buscemi                                    | Rajkai Zoltán                                   | Hidegvérű gyíkszerű láthatatlanná változó vézna szörny. Johnny-val dolgozik.                                              |

### Magyar változat
- Magyar szöveg: Imri László (1. évad), Gáspár Bence (2. évad)
- Dalszöveg: Nádasi Veronika
- Hangmérnök: Jacsó Bence
- Vágó: Kajdácsi Brigitta
- Gyártásvezető: Gelencsér Adrienne
- Szinkronrendező: Tabák Kata
- Produkciós vezető: Várkonyi Krisztina

A szinkront a Mafilm Audio Kft. készítette.

## Évados áttekintés
| Évad | Évad | Epizódok | Eredeti sugárzás | Eredeti sugárzás    | Magyar sugárzás (Disney+) | Magyar sugárzás (Disney+) | Magyar sugárzás (Disney Channel) | Magyar sugárzás (Disney Channel) |
| Évad | Évad | Epizódok | Évadpremier      | Évadfinálé          | Évadpremier               | Évadfinálé                | Évadpremier                      | Évadfinálé                       |
| ---- | ---- | -------- | ---------------- | ------------------- | ------------------------- | ------------------------- | -------------------------------- | -------------------------------- |
|      | 1    | 10       | 2021. július 7.  | 2021. szeptember 1. | 2022. június 14.          | 2022. június 14.          | 2024. április 22.                | 2024. május 3.                   |
|      | 2    | 10       | 2024. április 5. | 2024. május 4.      | N/A                       | N/A                       | 2024. május 6.                   | 2024. május 17.                  |

## Epizódok

### 1. évad (2021)
| Sor. | Év. | Cím                                                                        | Rendező        | Író                                         | Premier                                                                           |
| ---- | --- | -------------------------------------------------------------------------- | -------------- | ------------------------------------------- | --------------------------------------------------------------------------------- |
| 1.   | 1.  | Köszöntjük a Szörny Rémlénytársaságnál (Welcome to Monsters, Incorporated) | Kaitlyn Ritter | Bobs Gannaway                               | 2021. július 7. 2022. június 14. (Disney+) 2024. április 23. (Disney Channel)     |
| 2.   | 2.  | Íme, a SZRECS (Meet Mift)                                                  | Shane Zalvin   | Bart Jennett                                | 2021. július 7. 2022. június 14. (Disney+) 2024. április 22. (Disney Channel)     |
| 3.   | 3.  | A megrongált szoba (The Damaged Room)                                      | Shane Zalvin   | Bobs Gannaway, Evan Gore és Heather Lombard | 2021. július 14. 2022. június 14. (Disney+) 2024. április 24. (Disney Channel)    |
| 4.   | 4.  | A nagy Wazowskik (The Big Wazowskis)                                       | Kaitlyn Ritter | Bobs Gannaway                               | 2021. július 21. 2022. június 14. (Disney+) 2024. április 25. (Disney Channel)    |
| 5.   | 5.  | Az incidens (The Cover Up)                                                 | Shane Zalvin   | Ricky Roxburgh és Bobs Gannaway             | 2021. július 28. 2022. június 14. (Disney+) 2024. április 26. (Disney Channel)    |
| 6.   | 6.  | Az automata (The Vending Machine)                                          | Kaitlyn Ritter | Michelle Spitz és Bobs Gannaway             | 2021. augusztus 4. 2022. június 14. (Disney+) 2024. április 29. (Disney Channel)  |
| 7.   | 7.  | A jeti visszatér (Adorable Returns)                                        | Shane Zalvin   | Bobs Gannaway és Ethan Sandler              | 2021. augusztus 11. 2022. június 14. (Disney+) 2024. április 30. (Disney Channel) |
| 8.   | 8.  | Kis szörnyecskék (Little Monsters)                                         | Shane Zalvin   | Ricky Roxburgh és Bobs Gannaway             | 2021. augusztus 18. 2022. június 14. (Disney+) 2024. május 2. (Disney Channel)    |
| 9.   | 9.  | Hajcihő (Bad Hair Day)                                                     | Kaitlyn Ritter | Michelle Spitz és Bobs Gannaway             | 2021. augusztus 25. 2022. június 14. (Disney+) 2024. május 1. (Disney Channel)    |
| 10.  | 10. | A hahota a hivatásuk (It's Laughter They're After)                         | Kaitlyn Ritter | Bart Jennett és Bobs Gannaway               | 2021. szeptember 1. 2022. június 14. (Disney+) 2024. május 3. (Disney Channel)    |

### 2. évad (2024)
| Sor. | Év. | Cím                                             | Rendező      | Író                                | Premier                           |
| ---- | --- | ----------------------------------------------- | ------------ | ---------------------------------- | --------------------------------- |
| 11.  | 1.  | Akikre büszkék vagyunk (A Monstrous Homecoming) | Kay Hayes    | Colleen Evanson                    | 2024. április 5. 2024. május 6.   |
| 12.  | 2.  | PARÁK (The C.R.E.E.P. Show)                     | Kay Hayes    | Hilary Helding                     | 2024. április 5. 2024. május 7.   |
| 13.  | 3.  | Terítéken a jövő (Setting the Table)            | Shane Zalvin | John Kazlauskas                    | 2024. április 13. 2024. május 8.  |
| 14.  | 4.  | Ajtók tárulnak (Opening Doors)                  | Shane Zalvin | Deepak Sethi                       | 2024. április 13. 2024. május 9.  |
| 15.  | 5.  | A szabotőr (It's Coming From Inside the House)  | Kay Hayes    | Joy Regullano                      | 2024. április 20. 2024. május 10. |
| 16.  | 6.  | Zord sport (Field of Screams)                   | Shane Zalvin | Ethan Sandler                      | 2024. április 20. 2024. május 13. |
| 17.  | 7.  | Szörnyek a sötétben (Monsters in the Dark)      | Kay Hayes    | Hilary Helding                     | 2024. április 27. 2024. május 14. |
| 18.  | 8.  | Tetves nézőink! (Lights! Camera! Chaos!)        | Shane Zalvin | Deepak Sethi                       | 2024. április 27. 2024. május 15. |
| 19.  | 9.  | Feltörő sikoly (Descent Into Fear)              | Kay Hayes    | Joy Regullano                      | 2024. május 4. 2024. május 16.    |
| 20.  | 10. | Energiát! (Powerless)                           | Shane Zalvin | Colleen Evanson és Frank Contreras | 2024. május 4. 2024. május 17.    |

## Gyártás
2017 novemberében Bob Iger vezérigazgató bejelentette, hogy a Szörny Rt. kap egy sorozatot, amit a Disney+-on mutatnak be. A 2019-es D23 Expo során Gannaway és Ferrell Barron producer elárulta, hogy a Walt Disney Animation Studios és a Pixar munkatársai is részt vettek a gyártásban. A Szörny Rt. filmrendezői, köztük a rendező és a Pixar kreatív igazgatója, Pete Docter, odaadta filmből származó használt és fel nem használt vázlatokat.
2020 februárjában Stephen J. Anderson elárulta, hogy a sorozat egyik epizódját rendezi. Anderson nyolc hónappal azelőtt csatlakozott a sorozathoz, hogy a Disney Television Animation ideiglenesen bezárták a koronavírus-járvány miatt. Billy Crystal 2021 elején elárulta, hogy a gyártás kissé lelassult járvány miatt.